# ساختمان سبز
- گواهی‌نامه لید
- انرژی سبز
- محوطه‌سازی بومی

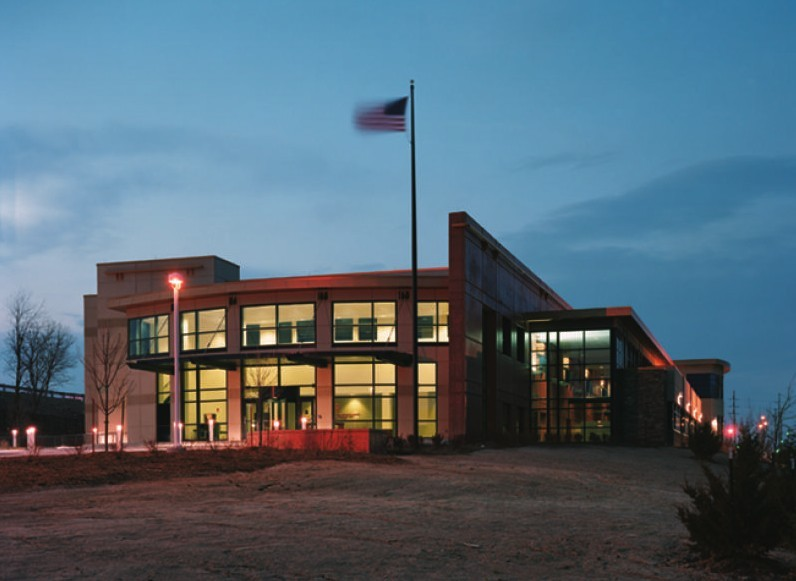
مرکز علم و فناوری شهر کانزاس ایالات متحده آمریکا. این ساختمان دارای ویژگی‌های سبز زیر است:
- گواهی‌نامه لید
- انرژی سبز
- محوطه‌سازی بومی

بی شک صنعت ساختمان سازی تأثیرات زیادی بر روی محیط زیست، اقتصاد، سلامتی و بهره‌وری ساکنان دارد؛ با توجه به پیشرفت‌های اخیر در صنعت ساختمان سازی، هم‌اکنون تکنولوژی و دانش لازم برای طراحان، سازندگان، بهره برداران و مالکان فراهم شده است،
تا بتوانند با ساخت ساختمان‌های سبز بهترین بهره‌وری اقتصادی و زیست‌محیطی را داشته باشند.
منشأ ساختمان سبز فرایندی است برای احداث ساختمان‌های سازگار با محیط زیست و حفظ انرژی. ارزش ساختمان سبز را در سیکل گهواره تا گور یک ساختمان می‌توان مورد بررسی قرار داد، در حالی که با توجه انتشار آمار توسط آژانس بین‌المللی انرژی ۴۰٪ سرانه انرژی مصرفی توسط ساختمانها مصرف می‌شود.

## مجموع اصول طراحی و ساخت ساختمان سبز
الف: کارآمدی سایت در کنار طراحی باصرفه جویی حداکثر در استفاده از انرژی آب و برق و دیگر منابع. ب: حفاظت از سلامت و آرامش ساکنین ج: کاهش ضایعات آلودگی و مخرب محیط زیست. پرداختن به نکات مورد تأمل در نحوه طراحی – فلسفه طراحی- کیفیت هوا و اشاره به نکات بدست آمدن ساختمان سبز می‌پردازیم. حامیان و طراحان اصلی ساخت و ساز ساختمان سبز را می‌توان از :EPA آژانس حفاظت از محیط زیست، استاندارد ISO 14040 و شورای ساختمان سبز ایالات متحده (USGBC) نام برد که در شورای ساختمان سبز دریافت گواهی نامه سبز (LEED) را به عنوان معتبرترین گروه کارشناسان این عرصه نام آورد.
LEED دارای ۶ نقطه کلیدی برای پایداری یک سایت ساختمانی می‌باشد؛ که در آن باید براساس چک لیست بررسی و در نهایت مجموع امتیازها به دریافت درجه گواهی نامه شایسته آن:
1. گواهی نامه تصدیقی
2. گواهی نامه سیلور
3. گواهی نامه گلد

و بالاترین آن: ۴- گواهی نامه پلاتینیوم منجر می‌گردد.

سیستم امتیازدهی آیین‌نامه لید، به صورت داوطلبانه، بر اساس رضایت و موافقت عمومی می‌باشد. در این استاندارد تأثیرات ساختمان در طول دوره عمر آن مد نظر قرار می‌گیرد که به تهیه آیین‌نامه ای عملیاتی و دقیق در زمینه طراحی، ساخت و بهره‌برداری ساختمان سبز منجر شده است.
سیستم امتیازدهی آیین‌نامه لید برای ساختمانهای جدید و ساختمان‌های موجودِ تجاری، مسکونی و سازمانی استفاده می‌شود و بر اساس مفاهیم اصلی تئوری و عملی محیط زیست و انرژی تبیین شده است. این آیین‌نامه شامل ۵ فصل می‌باشد که عبارتند از: ۱-محل‌های پایدار؛ ۲-بازدهی آب؛ ۳-انرژی و جو؛ ۴-مصالح و منابع؛ ۵-کیفیت محیط داخلی. همچنین یک فصل با عنوان «ابتکار در طراحی» در نظر گرفته شده است و برای موارد مرتبط با ساختمان سبز که احتمالاً در ۵ فصل قبلی مطرح نشده، گنجانده شده است. «اولویت منطقه ای» عنوان فصل دیگری از آیین‌نامه می‌باشد که بر حسب موقعیت پروژه و اهمیت بکارگیری المان‌های منطقه ای در طراحی و ساخت، به ساختمان تعلق می‌گیرد.

## صرفه جویی انرژی در سه قالب: مبانی، متوسط و پیشرفته
مباحثی در مورد اصلیت حفظ منابع فسیلی و جلوگیری از اسراف آن می‌باشد؛ که هر شخص یا سازمانی می‌تواند برای بدست آوردن بخشی از آن به راحتی تلاش کند تا در حفظ منافع طبیعی محیط زیست و انرژی پاک تلاش تقدیر برانگیزی انجام دهند.
روندی است که با محیط زیست و حفظ منابع طبیعی سازگار در طول چرخه عمر ساختمان سازگار می‌باشد. از ایده گرفته تا طراحی، ساخت و ساز، بهره‌برداری، نگهداری، تعمیر و تخریب آن با محیط زیست سازگار بوده ساخت آن نیازمند همکاری متقابل اعضای تیم طراحی می‌باشد. معماران و مهندسین و کارفرمایان در هر مرحله از تکمیل پروژهٔ ساختمان سبز درتلاشند تا توسعه دهنده و تکمیل‌کنندهٔ انتظارات سنتی از ساختمان باشند تا از نظر صرفهٔ اقتصادی، ماندگاری و تأمین آسایش در سطح بالایی قرار گیرد. اگرچه تکنولوژی روز به‌طور پیوسته توسعه یافته‌اند تا تکمیل‌کنندهٔ فعالیت‌ها در ساخت ساختمانی سبز تر می‌باشد، ساختمان‌های سبز طراحی شده‌اند تا از تأثیر کلی محیط ساخته شده بر سلامتی انسان و محیط زیست از طریق:
- استفاده بهینه از انرژی، آب و دیگر منابع
- محافظت از سلامت محیط زیست و بهبود کارایی منابع
- کاهش آلودگی و تخریب محیط زیست

مفهوم مشابه، ساختمان طبیعی (natural Building) می‌باشد، ساختمانی که معمولاً زیر بنای کوچکتری دارد و هدف اصلی استفاده از مواد اولیهٔ طبیعی که به‌طور بومی در هر ناحیه مو جود است، می‌باشد. دیگر موضوع‌های مرتبط، طراحی زیست مدار(sustainable design)و معماری سبز(green architecture) می‌باشد. زیست مداری به معنای در بر طرف ساختن احتیاجات نسل حاضر به دون به خطر انداختن امکان نسل‌های آینده درتامین نیازهایشان است. اگرچه بعضی از برنامه‌های ساختمان‌سازی سبز به عمل مقاوم‌سازی بناهای موجود رسیدگی نمی‌کنند اما بقیه اهمیت می‌دهند. اصول ساختمان سبز به راحتی می‌تواند در فعالیت‌های مقاوم‌سازی ساختمان‌های موجود همچون ساخت سازه‌ای جدید تعبیه شوند.
خدمات دولتی ایالت متحده طبق گزارشی در سال ۲۰۰۹ میلادی، ۱۲ ساختمان با طراحی پایدار و قیمتی کمتر و کمترین میزان مصرف انرژی بنیان نهاده است.

## کاهش اثرات زیست‌محیطی
هدف فعالیت ساختمان‌سازی سبز کاهش تأثیرات زیست‌محیطی ساختمان‌ها می‌باشد بنابراین نخستین قانون در این راستا ان است که سبزترین ساختمان ساختمانی است که ساخته نشده باشد. ساختمان‌سازی جدید اغلب زیربنای یک ساختمان را کاهش می‌دهد در نتیجه نساختن ساختمان برساختن ساختمانی سبز ارجحیت دارد. قانون دوم: تا حدی که ممکن است ساختمان باید کوچک باشد قانون سوم: به پراکندگی (تمایل شهرها به پراکندگی ب طور نا منظم) کمک نکند. فرقی ندارد چه اندازه بر روی پشت‌بام فضای سبز ایجاد کنید یا از چند پنجرهٔ دو جداره در ساخت ساختمان استفاده نمایید، در صورتی که شما به پراکندگی کمک نمایید در رسیدن به مقصودتان شکست خورده‌اید. محل‌های متراکم به روستاها و فضاهای سبز ترجیح داده می‌شوند.
ساختمان‌ها در برابر مساحت عظیمی از زمین مسئول هستند. مطابق با امار منابع ملی حدود ۱۰۷ میلیون هکتار از زمین‌های ایالت متحده در حال توسعه می‌باشند. آژانس بین‌المللی انرژی طی نشریه‌ای تخمین زده است که ساختمان‌های موجود ۴۰٪ از کل انرژی مصرفی زمین و ۲۴٪ از کل تولید گاز کربن دی‌اکسید می‌باشند

## هزینهٔ ساخت و بازدهی
بیشترین مورد نقد شده در بنای ساختمان‌های دوست دار محیط زیست هزینهٔ آن می‌باشد فتوولتائیک‌ها لوازم و ابزار جدید و تکنولوژی‌های مدرن هزینهٔ بیشتری دربردارند. هزینهٔ حق بیمهٔ اغلب ساختمان‌های سبز کمتر از ۲٪ می‌باشد اما بازده ان ۱۰ برابر کل عمر ساختمان است. ضعف بین اطلاع دربارهٔ هزینه‌های پیش رو در مقابل هزینهٔ چرخهٔ زندگی می‌باشد. پس‌انداز پول با استفاده مؤثرتر از آب و برق که موجب کاهش هزینهٔ قبض انرژی می‌شود، امکان‌پذیر است. پیش‌بینی شده است، ناحیه‌های مختلف می‌توانند ۱۳۰ بیلیون دلار از کاهش هزینهٔ قبض انرژی ذخیره کنند.
مطالعاتی در طول یک دورهٔ ۲۰ ساله نشان داده است که بعضی از ساختمان‌ها بین ۵۳ دلار تا ۷۰ دلار در هر فوت مربع معادل۳۰/۵ سانتی‌متر مربع بازگشت سرمایه به همراه داشته‌اند.